# Jozua François Naudé
Jozua (Tom) François Naudé (Middelburg (Oost-Kaap), 15 april 1889 – Kaapstad, 31 mei 1969) was een Zuid-Afrikaans politicus van de Nasionale Party. Hij moet niet verward worden met Jozua Francois Naudé (1873-1948), een voormalige Zuid-Afrikaanse dominee en vader van Beyers Naudé.

## Biografie
Tom Naudé kwam uit een familie die afstamde van de hugenoten. Hij was actief als politicus voor de Nasionale Party en werd na de Zuid-Afrikaanse parlementsverkiezingen van 1920 lid van de Volksraad, waarvan hij tussen 1948 en 1950 tevens de voorzitter (speaker) was.
Tussen 1950 en 1961 bekleedde Naudé verschillende ministerschappen in de Zuid-Afrikaanse regering. Zo was hij minister van Post en Telegrafie in de kabinetten-Malan (1950–1954), minister van Gezondheid (1954–1956) en minister van Financiën (1956–1958) in het kabinet-Strijdom en minister van Binnenlandse Zaken (1958–1961) onder premier Hendrik Verwoerd.
In 1961 werd hij verkozen tot voorzitter van de Senaat. In die rol moest hij volgens de grondwet van de Zuid-Afrikaanse Republiek ex officio als staatspresident dienen wanneer die post vacant zou zijn. Toen Theophilus Dönges, die was gekozen om Charles Swart als president op te volgen, in 1967 onverwacht een beroerte kreeg en in een coma belandde, was Naudé tien maanden lang waarnemend president. Na het overlijden van Dönges volgde Jim Fouché hem op.
Tom Naudé overleed in 1969 op 80-jarige leeftijd.
- International Standard Name Identifier: 0000 0000 2285 4286
- Library of Congress Control Number: n00025252
- Nederlandse Thesaurus van Auteursnamen: 074274708
- Virtual International Authority File: 33227450
- WorldCat: E39PBJfWY9kgjjPxk93HPxyWXd

Staatspresidenten: Charles Robberts Swart · Theophilus Dönges · Jozua François Naudé (a.i.) · Jacobus Johannes Fouché · Johannes de Klerk (a.i.) · Nicolaas Johannes Diederichs · Marais Viljoen (a.i.) · Balthazar Johannes Vorster · Marais Viljoen · Pieter Willem Botha · Jan Christian Heunis (a.i.) · Frederik Willem de Klerk
Presidenten: Nelson Mandela · Thabo Mbeki · Kgalema Motlanthe · Jacob Zuma · Cyril Ramaphosa